# Henning Kreke
Henning Kreke (* 10. April 1965 in Köln) ist der Aufsichtsratsvorsitzende der Douglas Holding AG.

## Leben
Kreke ist der Sohn von Jörn Kreke und der Enkel des Konzerngründers Herbert Eklöh. Er hat zwei Schwestern. Während des Gymnasiums verbrachte er das elfte Schuljahr als ein Auslandsjahr an einer High School in Florida. Sein Abitur machte er an der Schule Schloss Salem. Den darauf anschließenden Wehrdienst leistete er bei den deutschen Fallschirmjägern ab. Danach machte er eine Einzelhandelsausbildung bei der Zale Corporation in Dallas, dem größten US-Uhren- und Schmuckfilialbetrieb. Er schloss ein betriebswirtschaftliches Studium an der University of Texas at Austin mit einem Master of Business Administration ab. Weitere praktische Berufserfahrung sammelte Kreke während und nach dem Studium im Bereich Mergers & Acquisitions beim Investmenthaus Salomon Brothers in New York, London und Frankfurt. 
1993 ging er zur Douglas Holding und war dort Vorstandsassistent im Ressort Mode/Sport. Zeitgleich promovierte er an der Christian-Albrechts-Universität zu Kiel. Seit 1997 sitzt er im Vorstand der Douglas Holding AG. Vier Jahre später übernahm er von seinem Vater den Vorstandsvorsitz der Douglas Holding AG, 2016 übernahm er die Position des Aufsichtsratsvorsitzenden.
Henning Kreke lebt in Hagen, wo er auch aufgewachsen ist. Er ist mit Jane, einer Amerikanerin, verheiratet und hat vier Kinder.

## Berufliche Stationen
- 1993–1997: Vorstandsassistent (Ressort Mode/Sport) bei der Douglas Holding AG
- seit 1997: Vorstandsmitglied der Douglas Holding AG
- seit 2001: Vorstandsvorsitzender der Douglas Holding AG
- seit 2016: Aufsichtsratsvorsitzender der Douglas Holding AG